# Skin (film, 2018)
Pour les articles homonymes, voir Skin.
Pour plus de détails, voir Fiche technique et Distribution.
Skin est un film américain écrit, coproduit et réalisé par Guy Nattiv, sorti en 2018. Il s'agit des faits réels sur Bryon Widner, un ancien membre du groupe de skinhead, dont le portrait est déjà adapté en court métrage du même titre réalisé par le même réalisateur, remporté l'Oscar du meilleur court métrage en prises de vues réelles en 2019.

## Synopsis
Le film raconte l'histoire vraie du skinhead américain Bryon Widner, un néo-nazi appartenant à un groupuscule ultra-violent et xénophobe, qui fut sur la liste des personnes les plus recherchées par le FBI. Il change de vie après avoir rencontré Julie, dont il tombe fou amoureux, mais son passé revient à la surface, révélé par ses tatouages recouvrant son visage et son corps...

## Fiche technique
Sauf indication contraire, les informations mentionnées dans cette section peuvent être confirmées par la base de données cinématographiques IMDb,  présente dans la section « Liens externes ».
- Titres : Skin
- Réalisation et scénario : Guy Nattiv
- Direction artistique : Mary Lena Colston
- Costumes : Mirren Gordon-Crozier
- Photographie : Arnaud Potier
- Montage : Lee Percy et Michael Taylor
- Musique : Dan Romer
- Produit : Dillon D. Jordan, Oren Moverman, Guy Nattiv, Jaime Ray Newman, Celine Rattray et Trudie Styler
- Sociétés de production : Maven Pictures[1] ; Tugawood Pictures, Come What May Productions, Item 7, Lost Lane Entertainment, New Native Pictures, PaperChase Films et Sight Unseen Pictures
- Société de distribution : A24 Films
- Pays d'origine :  États-Unis
- Langue originale : anglais
- Format : couleur
- Genre : drame biographie
- Durée : 120 minutes
- Dates de sortie :
  - Canada : 8 septembre 2018 (Festival international du film de Toronto)
  - Suisse romande : 8 juillet 2019 (Festival international du film fantastique de Neuchâtel 2019)
  - États-Unis : 26 juillet 2019
  - France : 3 décembre 2019 (DVD)

## Distribution
Sauf indication contraire, les informations mentionnées dans cette section peuvent être confirmées par la base de données cinématographiques IMDb,  présente dans la section « Liens externes ».
- Jamie Bell (VFB : Sébastien Hébrant) : Bryon Widner (en)
  - Tyler Williamson : Bryon Widner, jeune
- Danielle Macdonald (VFB : Laurence Stevenne) : Julie Price
- Mike Colter (VFB : Claudio Dos Santos) : Daryle Jenkins
- Vera Farmiga (VFB : Valérie Lemaître) : Shareen
- Daniel Henshall (VFB : Alexandre Crépet) : Slayer
- Bill Camp (VFB : Michel Hinderyckx) : Fred « Hammer » Krager
- Mary Stuart Masterson (VFB : Laurence César) : l'agent Jackie Marks
- Louisa Krause : April
- Zoe Margaret Colletti (VFB : Sophie Pyronnet) : Desiree
- Kylie Rogers (VFB : Laetitia Liénart) : Sierra
- Colbi Gannett (VFB : Matilda Acquisto) : Iggy
- Russell Posner : Gavin
- Jenna Leigh Green : Rebeca Ramos
- Sean Cullen : Dr Bruce Shack
- Jaime Ray Newman : l'infirmière Melissa Frye
- Ghazi Albuliwi (voix)

## Production

### Développement
Le 11 mai 2017, il est annoncé que la distribution québécoise Les Films Séville a acheté les droits internationaux du court métrage Skin au festival de Cannes. En août 2018, le compositeur Dan Romer est engagé pour la musique du film.

### Distribution des rôles
En mai 2017, il est annoncé que Jamie Bell et Danielle Macdonald ont été choisis pour les rôles principaux du film. En mars 2018, en pleine production, Vera Farmiga joint l'équipe du film, ainsi que l’épouse du réalisateur Jaime Ray Newman en tant qu’actrice et productrice. Au même mois, Mike Colter est engagé à interpréter Daryle Lamont Jenkins, fondateur One People's Project (une organisation américaine sur les droits civils et la lutte contre le racisme). Peu après, les acteurs Ari Barkan, Scott Thomas, Daniel Henshall, Michael Villar, Justin Wilson et Russel Posner joignent la distribution.

### Tournage
En janvier 2018, le tournage a lieu à Kingston dans l'État de New York et prend fin en mars 2018.

## Accueil
Le film est sélectionné dans la catégorie « Special Presentations » et projeté en avant-première mondiale au festival international du film de Toronto le 8 septembre 2018. Quelques jours après, A24 Films et DirecTV Cinema achète les droits du film. Il a été prévu de diffuser le 27 juin 2019 sur DirecTV, avant la sortie limitée aux États-Unis dès le 26 juillet 2019,.

## Distinctions
Nominations
- Festival international du film de Toronto 2018 : sélection « Special Presentations »
- Berlinale 2019 : sélection « Panorama »
- Festival du cinéma américain de Deauville 2019 : sélection en compétition

## Édition vidéo
Le film sort en DVD, Blu-ray et VOD le 3 décembre 2019, édité par The Jokers.

### Documentation
- Erasing Hate (2011), un film documentaire américain de Bill Brummel sur la vie de Bryon Widner